# Méry-Bissières-en-Auge
Méry-Bissières-en-Auge est une commune française située dans le département du Calvados en région Normandie, peuplée de 1 082 habitants.

## Géographie

### Localisation
|          | Hotot-en-Auge          |                   |
| Cléville | Méry-Bissières-en-Auge | Belle Vie en Auge |
|          | Mézidon Vallée d'Auge  |                   |

### Hydrographie
La commune est située dans le bassin Seine-Normandie. Elle est drainée par la Dives, le Laizon, la Morte-Vie, le canal 01 de la commune de Bieville-Quetieville, un bras de la Dives, le Foulbec et divers autres petits cours d'eau,.
La Dives, d'une longueur de 105 km, prend sa source dans la commune de Gouffern en Auge et se jette  dans la baie de Seine en limite de Cabourg et de Dives-sur-Mer, après avoir traversé 34 communes. 
Le Laizon, d'une longueur de 39 km, prend sa source dans la commune de Villers-Canivet et se jette  dans la Dives à Saint-Ouen-du-Mesnil-Oger, après avoir traversé 16 communes. Les caractéristiques hydrologiques de le Laizon sont données par la station hydrologique située sur la commune de Mézidon Vallée d'Auge. Le débit moyen mensuel est de 0,721 m3/s. Le débit moyen journalier maximum est de 4,25 m3/s, atteint lors de la crue du 17 novembre 1974. Le débit instantané maximal est quant à lui de 5,15 m3/s, atteint le 1er novembre 1974.

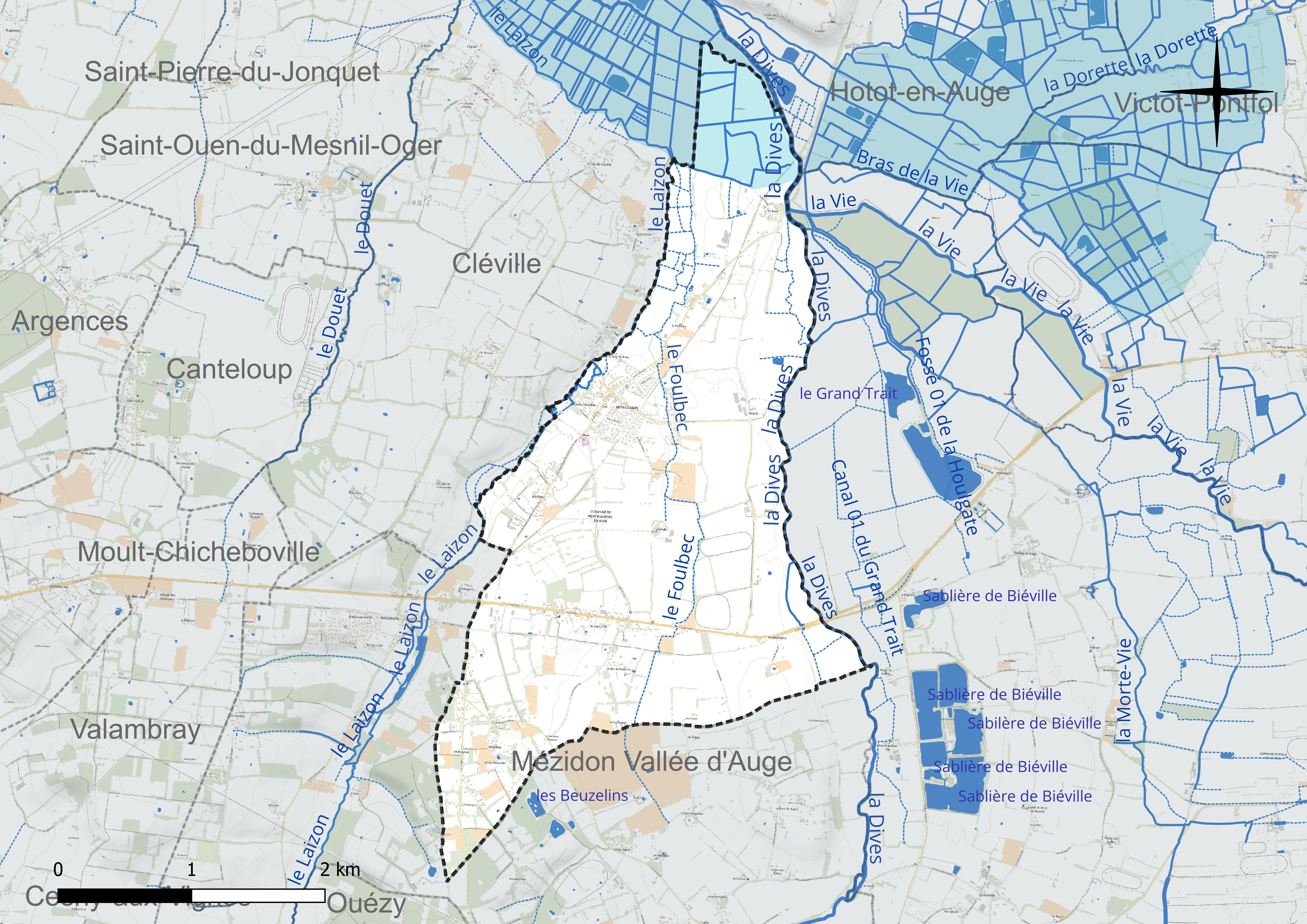
Réseau hydrographique de Méry-Bissières-en-Auge.

### Climat
Pour des articles plus généraux, voir Climat de la Normandie et Climat du Calvados.
En 2010, le climat de la commune est de type climat océanique altéré, selon une étude du CNRS s'appuyant sur une série de données couvrant la période 1971-2000. En 2020, Météo-France publie une typologie des climats de la France métropolitaine dans laquelle la commune est exposée à un climat océanique et est dans la région climatique Normandie (Cotentin, Orne), caractérisée par une pluviométrie relativement élevée (850 mm/a) et un été frais (15,5 °C) et venté.
Pour la période 1971-2000, la température annuelle moyenne est de 10,8 °C, avec  une amplitude thermique annuelle de 12 °C. Le cumul annuel moyen de précipitations est de 698 mm, avec 11 jours de précipitations en janvier et 7,3 jours en juillet. Pour la période 1991-2020, la température moyenne annuelle observée sur la station météorologique la plus proche, située sur la commune d'Argences à 6 km à vol d'oiseau, est de 11,6 °C et le cumul annuel moyen de précipitations est de 742,9 mm,. Pour l'avenir, les paramètres climatiques de la commune estimés pour 2050 selon différents scénarios d'émission de gaz à effet de serre sont consultables sur un site dédié publié par Météo-France en novembre 2022.

## Urbanisme

### Typologie
Au 1er janvier 2024, Méry-Bissières-en-Auge est catégorisée bourg rural, selon la nouvelle grille communale de densité à 7 niveaux définie par l'Insee en 2022.
Elle est située hors unité urbaine. Par ailleurs la commune fait partie de l'aire d'attraction de Caen, dont elle est une commune de la couronne,. Cette aire, qui regroupe 296 communes, est catégorisée dans les aires de 200 000 à moins de 700 000 habitants,.

## Toponymie
Méry : le nom de la localité est attesté sous la forme Mairreium au XIe siècle.
Bissières : le nom de la localité est attesté sous la forme Busseres en 1277.
De l'oïl buissière, « ensemble de buis », (-uis réduit -is).
Le pays d'Auge est une région naturelle et traditionnelle de Normandie.

## Histoire
La commune est née du regroupement des communes de Bissières et de Méry-Corbon, qui deviennent des communes déléguées, le 1er janvier 2017. Son chef-lieu se situe à Méry-Corbon.

## Politique et administration
| Nom                 | Code Insee | Intercommunalité       | Superficie (km2) | Population (dernière pop. légale) | Densité (hab./km2) |
| ------------------- | ---------- | ---------------------- | ---------------- | --------------------------------- | ------------------ |
| Méry-Corbon (siège) | 14410      | CC de la Vallée d'Auge | 7,57             | 905 (2019)                        | 120                |
| Bissières           | 14075      | CC de la Vallée d'Auge | 1,55             | 175 (2019)                        | 113                |

### Liste des maires
| Période        | Période  | Identité         | Étiquette | Qualité     |
| -------------- | -------- | ---------------- | --------- | ----------- |
| 6 janvier 2017 | mai 2020 | Pascal Terrier   |           | Agriculteur |
| mai 2020       | En cours | Christophe Petit | SE        |             |

## Population et société

### Démographie
L'évolution du nombre d'habitants est connue à travers les recensements de la population effectués dans la commune depuis sa création.
En 2022, la commune comptait 1 082 habitants, en évolution de −3,74 % par rapport à 2016 (Calvados : +1,58 %, France hors Mayotte : +2,11 %).
| 2015  | 2016  | 2017  | 2022  |
| ----- | ----- | ----- | ----- |
| 1 152 | 1 124 | 1 106 | 1 082 |

## Culture locale et patrimoine
- Le manoir de Montfreule (XVIe-XVIIe siècles), privé.
- Église Saint-Martin de Méry-Corbon.

### Héraldique
| Blason de Méry-Bissières-en-Auge | Blason  | Taillé de gueules et d'or, au lion léopardé brochant de l'un en l'autre soutenu d'un croissant d'argent et surmonté de deux étoiles d'or brochant sur un chef d'azur chargé d'un drakkar d'argent. |
| Blason de Méry-Bissières-en-Auge | Détails | Commune nouvelle résultant de la fusion de Méry-Corbon et de Bissières. |